# Vekunta nivea
Vekunta nivea är en insektsart som beskrevs av Ronald Gordon Fennah 1956. Vekunta nivea ingår i släktet Vekunta och familjen Derbidae. Inga underarter finns listade i Catalogue of Life.